# شورلت کوروت سی۶ زدآر۱

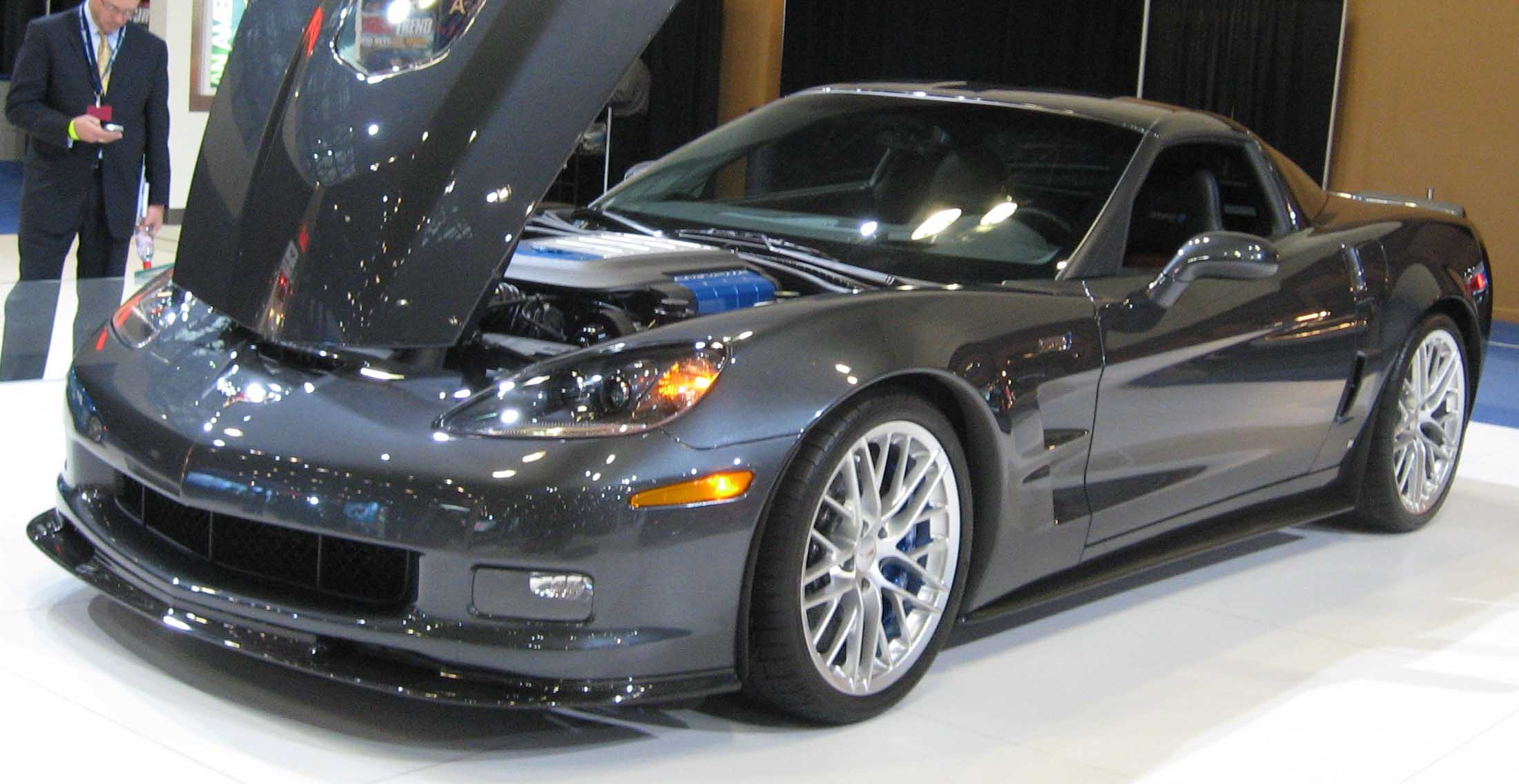

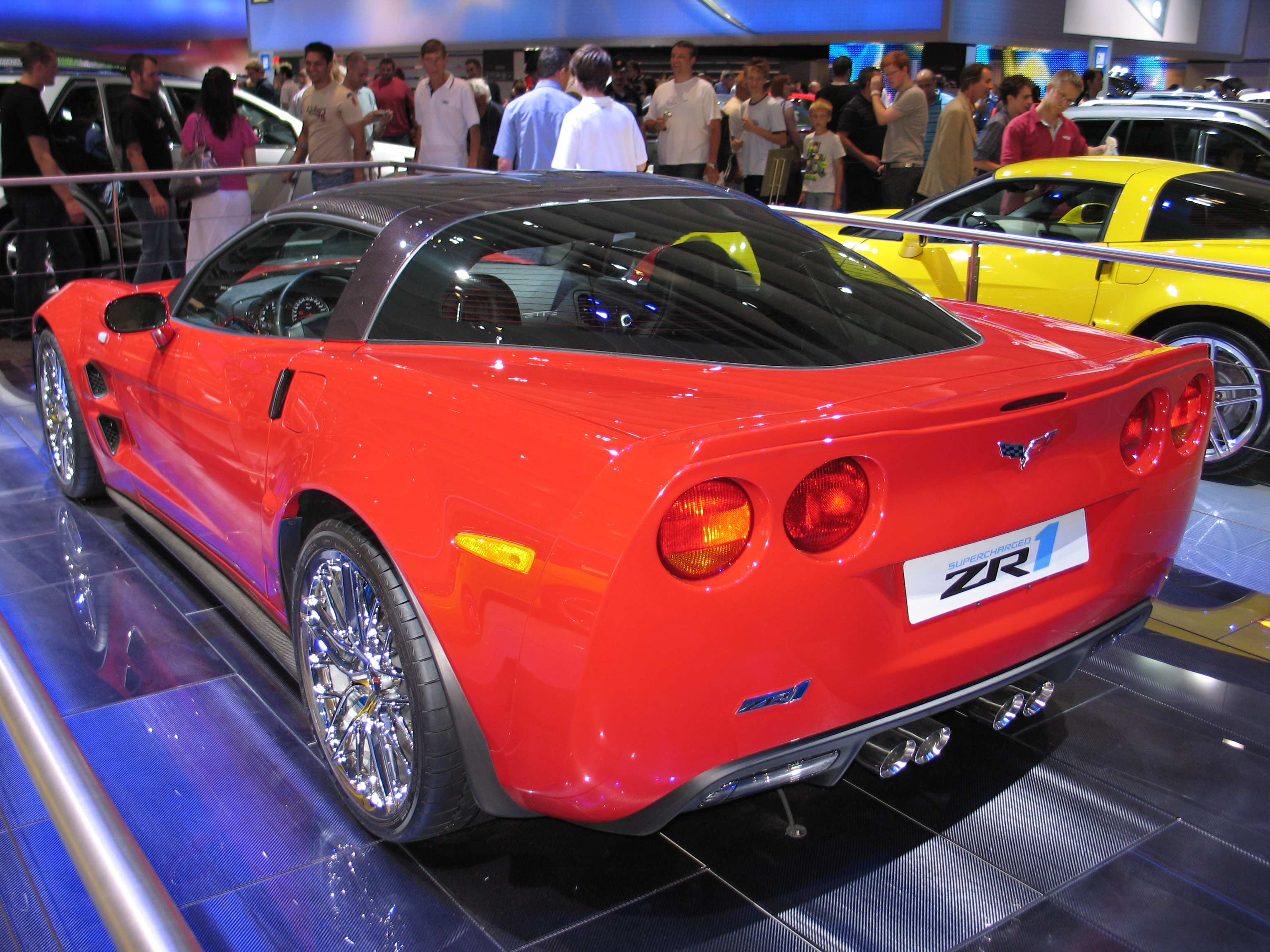

شورولت کوروت سی۶ زدآر۱ (Chevrolet Corvette C6 ZR1) نام یک خودروی سوپر اسپورت از اقسام شورلت کوروت است که از سال ۲۰۰۵ تا ۲۰۱۳ در ایالات متحده آمریکا تولید شده است.
این خودروی ۸ سیلندر طولش ۴٬۴۷۶ میلیمتر (۱۷۶٫۲ اینچ)، عرض آن در حالت طبیعی ۱٬۹۲۸ میلیمتر (۷۵٫۹ اینچ)، ارتفاع آن در حالت طبیعی ۱٬۲۴۴ میلیمتر (۴۹٫۰ اینچ) و وزن آن در حالت طبیعی ۱٬۵۱۵ کیلوگرم (۳٬۳۴۰ پوند) است.
کمپانی شورولت آمریکا قیمت این خودرو برای مصرف داخلی آمریکا در سال ۲۰۱۳ را در حدود ۱۱۲٬۰۰۰ دلار آمریکا تعیین کرد.